# Amour fou (téléfilm)
Pour les articles homonymes, voir Amour fou.
Pour plus de détails, voir Fiche technique et Distribution.
Amour fou est un téléfilm français réalisé par Roger Vadim, sorti en 1993.

## Synopsis
Le téléfilm est classé comme comédie dramatique. Sacha Nodier (Andrea Occhipinti), la quarantaine, écrivain en perdition, alcoolique, provoque un accident routier où une adolescente est tuée. Son épouse Louise (Marie-Christine Barrault) le fait interner en hôpital psychiatrique, mais il s'en échappe, change d'identité et arrive dans un village montagnard où il croise Amélie, douze ans (Laetitia Legrix). Un lien affectif se tisse entre eux.

## Fiche technique
- Titre : Amour fou
- Réalisation : Roger Vadim
- Scénario : Roger Vadim
- Photographie : Pierre-William Glenn
- Pays d'origine : France
- Date de première diffusion : 1993

## Distribution
- Marie-Christine Barrault : Louise
- Andrea Occhipinti : Sacha Nodieri
- Henri Virlogeux : Le curé Lefèvre
- Laetitia Legrix : Amélie
- Daniel Briquet : L'inspecteur
- Claude Brulé : D'Estremont
- Pierre Mezerette : Édouard
- Laure Sabardin